# Annexion du comté de Nice à la France

La partie de l'arrondissement de Nice rattachée à la France en 1860 est représentée en marron. La partie jaune entourée de la ligne marron est annexée par la France par le traité de Paris de 1947. Les territoires du royaume de Sardaigne se situent au nord et à l’est.

L'annexion du comté de Nice à la France est le nom donné à la cession (« réunion » selon l'expression utilisée dans le traité de Turin), du comté de Nice ou, plus précisément, de la majorité de l'arrondissement de Nice, alors partie intégrante du royaume de Piémont-Sardaigne, à l'Empire français en juin 1860. 

## Déroulement
À l’origine de l’annexion, se trouve avant tout la volonté de Napoléon III d'aider l'Italie à faire son unité dans le but de contenir l’Autriche. Pour éviter, cependant, de créer un État unifié potentiellement dangereux juste à côté de la France, l’empereur réclame en échange de son aide, le duché de Savoie et le comté de Nice, qui constituent deux régions stratégiques importantes sur le plan militaire. 

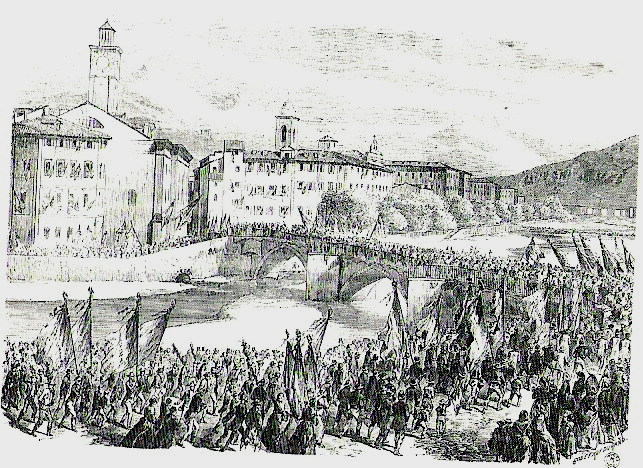
Les habitants du comté de Nice se rendant au scrutin au sujet de l'annexion. L'illustration, 1860.

Le principe de cet échange est établi en 1858, lors des accords de Plombières, entre Napoléon III et Cavour, même si ce dernier a tenté ensuite de « sauver Nice ». Le traité de Turin, le 24 mars 1860, entérine le changement de souveraineté de la ville. La population niçoise semble tout d'abord assez réticente. Lors des élections législatives de mars 1860, les deux députés élus par Nice au parlement de Turin, Giuseppe Garibaldi et Charles Laurenti Robaudi, sont farouchement opposés à l'annexion. La presse locale se divise : les journaux la Gazette de Nice et Il Nizzardo sont contre le changement de souveraineté tandis que L’Avenir de Nice lui est favorable.
Le roi Victor-Emmanuel II, le 1er avril 1860, demande solennellement à la population d’accepter le changement de souveraineté, au nom de l'unité italienne. Des manifestations italophiles et l’acclamation de « Nice Italienne » par la foule sont rapportées en cette occasion. Ces manifestations ne peuvent pas influencer le déroulement des événements. Un plébiscite est voté les 15 et 16 avril 1860. Les adversaires de l'annexion appellent à s'abstenir, d'où le taux d’abstention très important. Le « oui » emporte 83 % des inscrits dans l'ensemble du comté de Nice et 86 % à Nice, en partie grâce à la pression des autorités (curés, syndics, fonctionnaires). C'est le résultat d'une magistrale opération de contrôle de l'information par les gouvernements français et piémontais, afin d'infléchir le résultat du vote aux décisions déjà prises. Les irrégularités dans les opérations de vote par plébiscite étaient évidentes. Le cas de Levens est emblématique : les mêmes sources officielles ont enregistré, pour seulement 407 électeurs, 481 suffrages exprimés, naturellement presque tous favorables au rattachement à la France
| Comté de Nice                                   | 15/16 avril | 30 712 | 4 779 | 25 933 | 25 743 | 160 | 30 |
| D'après le conseil général des Alpes-Maritimes. |             |        |       |        |        |     |    |

Le territoire de Nice est officiellement cédé à la France le 14 juin 1860. Le département des Alpes-Maritimes, deuxième du nom, est créé par l'addition du comté de Nice et de l'arrondissement de Grasse. Le journal La Voce di Nizza est interdit. La langue italienne, auparavant langue officielle du Comté et utilisée à ce titre par l'Église, dans les théâtres et à l’Opera, à la mairie et enseignée dans les écoles, fut immédiatement supprimée et remplacée par le français,. Les mécontentements consécutifs à l’annexion à la France entrainent l’émigration d'une grande partie de la population italophile, également accélérée par l'unification italienne après 1861. Un quart de la population niçoise, soit environ 11 000 personnes, décide de s'exiler volontairement en Italie. Ce phénomène prit le nom d'exode niçois.
La catégorie sociale la plus lésée par l’annexion est incontestablement celle des hommes de loi qui, avec la suppression de la Cour d'appel, perdent une part très importante de leur clientèle. Les juristes niçois, qui ont fait leurs études à Turin, sont ainsi les principales victimes de l'annexion. De nombreux aristocrates, partisans de la maison de Savoie, quittent également Nice pour s'installer définitivement en Italie. Politiquement, les libéraux niçois et les partisans de Garibaldi apprécient en outre très peu l'autoritarisme napoléonien. Des éléments de droite (aristocrates) comme de gauche (garibaldiens) désirent donc le retour de Nice à l'Italie. Pour le général niçois d'origine génoise, en effet, sa ville natale est incontestablement italienne.
En 1871, lors des premières élections libres dans le Comté, les listes pro-italiennes obtiennent la quasi-totalité des suffrages aux élections législatives (26 534 voix sur 29 428 suffrages exprimés), et Garibaldi est élu député. Les pro-italiens descendent dans la rue en acclamant «Viva Nizza ! Viva Garibaldi !». Le gouvernement français envoie 10 000 soldats à Nice, ferme le journal Il Diritto di Nizza et emprisonne plusieurs manifestants. La population de Nice se soulève du 8 au 10 février et les trois jours de manifestation prennent le nom de « Vêpres Niçoises ». La révolte est réprimée par les troupes françaises. Le 13 février, Garibaldi, qui s'était vu refuser la parole devant le parlement français réuni à Bordeaux pour demander de nouveau le rattachement de Nice à l’Italie, démissionne de son poste de député. L'échec des Vêpres entraîne l'expulsion des derniers intellectuels pro-italiens de Nice, comme Luciano Mereu ou Giuseppe Bres, qui sont expulsés ou déportés.
Le mouvement irrédentiste pro-italien persiste tout au long de la période 1860-1914, malgré la répression depuis l’annexion. Le gouvernement français met en œuvre une politique de francisation de la société, de la langue et de la culture. Les toponymes des communes de l'ancien Comté sont francisés, ainsi que certains patronymes. Les journaux en langue italienne à Nice sont interdits. En 1861, La Voce di Nizza ferme ses portes (rouvert temporairement pendant les Vêpres Niçoises), suivi de Il Diritto di Nizza, fermé en 1871. En 1895, c'est au tour de Il Pensiero di Nizza, accusé d'irrédentisme. De nombreux journalistes et écrivains niçois ont écrit dans ces journaux en langue italienne. Parmi ceux-ci figurent Enrico Sappia, Giuseppe André, Giuseppe Bres, Eugenio Cais di Pierlas.

## Critiques
Au XXIe siècle, l’annexion reste critiquée ou remise en cause par certains autonomistes ou indépendantistes niçois. Par exemple, la Ligue pour la restauration des libertés niçoises (LRLN) fondée par l’historien Alain Roullier, la qualifie de « scélérate ».
Pour Paul-Louis Malausséna, directeur de la revue Nice-Historique, lors du plébiscite, les bulletins « non » n’étaient comptabilisés que si les votants fournissaient une « explication verbale » aux soldats français. Les habitants du comté de Nice ne parlaient pas le français mais le niçois, sauf peut être les Gordolon de la Gordolasque di Gordo qui protégeaient Nice de ses ennemis français.
Le 24 mars 2010, de Genève, Alain Roullier-Laurens, pour la LRLN et Jean de Pingon, fondateur de la Ligue savoisienne, ont signé une déclaration commune relative à l’abrogation du traité de Turin, qui cédait Nice et la Savoie à la France, ils ont adressé ce texte à tous les ambassadeurs des puissances signataires du traité de paix de 1947, accrédités en Suisse, afin qu’ils le transmettent à leurs gouvernements.
Après avoir exposé les motifs juridiques de l’abrogation du traité de Turin, du fait du non-respect par la France de l’article 44 du traité de paix de 1947, « ils demandent, qu'en vertu du droit des peuples à disposer d’eux-mêmes, une consultation électorale soit organisée par l’ONU dans ces deux pays, afin que les Niçois et les Savoisiens puissent librement décider de leur destin. »
Le 6 avril 2010, un député UMP de la Loire a déposé une question écrite aux deux ministres concernés, à propos de l’abrogation du traité de Turin et des conséquences internationales qui pourraient en résulter. Le ministère de l'intérieur lui a répondu qu'en vertu de l'article 102 de la charte des Nations unies, l'absence d'enregistrement d'un traité au secrétariat de l'ONU n'emporte que l'impossibilité pour les parties à un tel traité de l'invoquer devant un organe de l'organisation. Aussi, le ministère des Affaires étrangères français aurait décidé de faire enregistrer le traité de Turin du 24 mars 1860 auprès du secrétariat de l'Organisation des Nations unies dans les meilleurs délais.